# سی‌سی‌جی‌اس وکتور
سی‌سی‌جی‌اس برداری (به انگلیسی: CCGS Vector) یک کشتی است که طول آن ۳۹٫۷۴ متر (۱۳۰ فوت ۵ اینچ) می‌باشد. این کشتی در سال ۱۹۶۵ ساخته شد.